# Bộ Cựu chiến binh Hoa Kỳ
Bộ Cựu chiến binh Hoa Kỳ hay Bộ Cựu chiến binh vụ Hoa Kỳ (United States Department of Veterans Affairs, viết tắt VA) là một bộ trong Chính phủ Hoa Kỳ có trách nhiệm điều hành các chương trình phúc lợi dành cho cựu chiến binh, gia đình và những thân nhân còn sống của các cựu chiến binh (bao gồm cấp dưỡng tàn tật, hưu bổng, giáo dục và vay tiền mua nhà, bảo hiểm nhân thọ, dạy nghề, các phúc lợi cho thân nhân còn sống, phúc lợi y tế và quy chế tử tuất. Người đứng đầu Bộ này là Bộ trưởng Cựu chiến binh.

## Lịch sử
Tiền thân của Bộ Cựu chiến binh là Cơ quan Đặc trách Cựu chiến binh (Veterans Administration), được thành lập vào ngày 21 tháng 7 năm 1930 để thống nhất và điều hợp các hoạt động của chính phủ có liên quan đến các cựu chiến binh. Cơ quan này hợp nhất các chức năng của cựu Văn phòng Cựu chiến binh Hoa Kỳ (U.S. Veterans' Bureau), Văn phòng Hưu bổng (Bureau of Pensions) thuộc Bộ Nội vụ Hoa Kỳ và Dưỡng viện Quốc gia cho thương phế binh tình nguyện (National Home for Disabled Volunteer Soldiers).
Ngày 25 tháng 10 năm 1988, Tổng thống Ronald Reagan ký luật thành lập một bộ thống nhất để thay thế Cơ quan Đặc trách Cựu chiến binh, có hiệu lực ngày 15 tháng 3 năm 1989.
Từ lúc còn là Cơ quan đặc trách cho đến khi trở thành một bộ, Bộ Cựu chiến binh vẫn chọn lời giới thiệu về sứ mệnh của mình, được trích từ bài diễn văn nhậm chức lần thứ hai của Tổng thống Abraham Lincoln's: "...to care for him who shall have borne the battle, and for his widow and his orphan." (để chăm sóc cho người đã gánh chịu chiến trận và cả quả phụ con côi).

## Chức năng
Bộ có chức năng là một hệ thống chăm sóc y tế do chính phủ điều hành, và là bộ lớn thứ hai trong nội các chính phủ Hoa Kỳ, đứng sau Bộ Quốc phòng Hoa Kỳ. Tổng ngân sách năm 2009 của bộ là khoảng 87,6 tỷ đô la. Bộ có số lượng nhân viên gần 280.000 người làm việc trong hàng trăm văn phòng phúc lợi, các cơ sở y tế lớn nhỏ.
Bộ Cựu chiến binh lên danh sách các phúc lợi mà các cựu chiến binh được hưởng gồm có giáo dục, vay tiền mua nhà, hưu bổng, phúc lợi cho thân nhân còn sống, chung sự, huấn nghệ, việc làm và bảo hiểm nhân thọ.

## Tổ chức
Bộ Cựu chiến binh Hoa Kỳ do Bộ trưởng Cựu chiến binh lãnh đạo. Bộ trưởng được Tổng thống Hoa Kỳ bổ nhiệm với sự cố vấn và ưng thuận của Thượng viện Hoa Kỳ. Bộ trưởng hiện tại là Tướng hồi hưu Eric Shinseki.
Bộ có ba phân bộ chính và mỗi phân bộ có một thứ trưởng lãnh đạo:
- Cơ quan Quản lý Y tế Cựu chiến binh (Veterans Health Administration) - có trách nhiệm chăm sóc y tế cũng như nghiên cứu y tế
- Cơ quan Quản lý Phúc lợi Cựu chiến binh (Veterans Benefits Administration) - có trách nhiệm ghi danh cựu chiến binh, quyết định người được hưởng quyền lợi và điều hành năm dịch vụ chính: Bảo lãnh vay tiền mua nhà, bảo hiểm, phục hồi chức năng huấn nghệ và tìm việc, giáo dục, và hưu bổng
- Cơ quan Quản lý Nghĩa trang Quốc gia (National Cemetery Administration) - có trách nhiệm cung cấp phúc lợi về chung sự và tưởng niệm cũng như bảo trì các nghĩa trang cựu chiến binh.